# Riutilizzo
(Antoine-Laurent de Lavoisier)

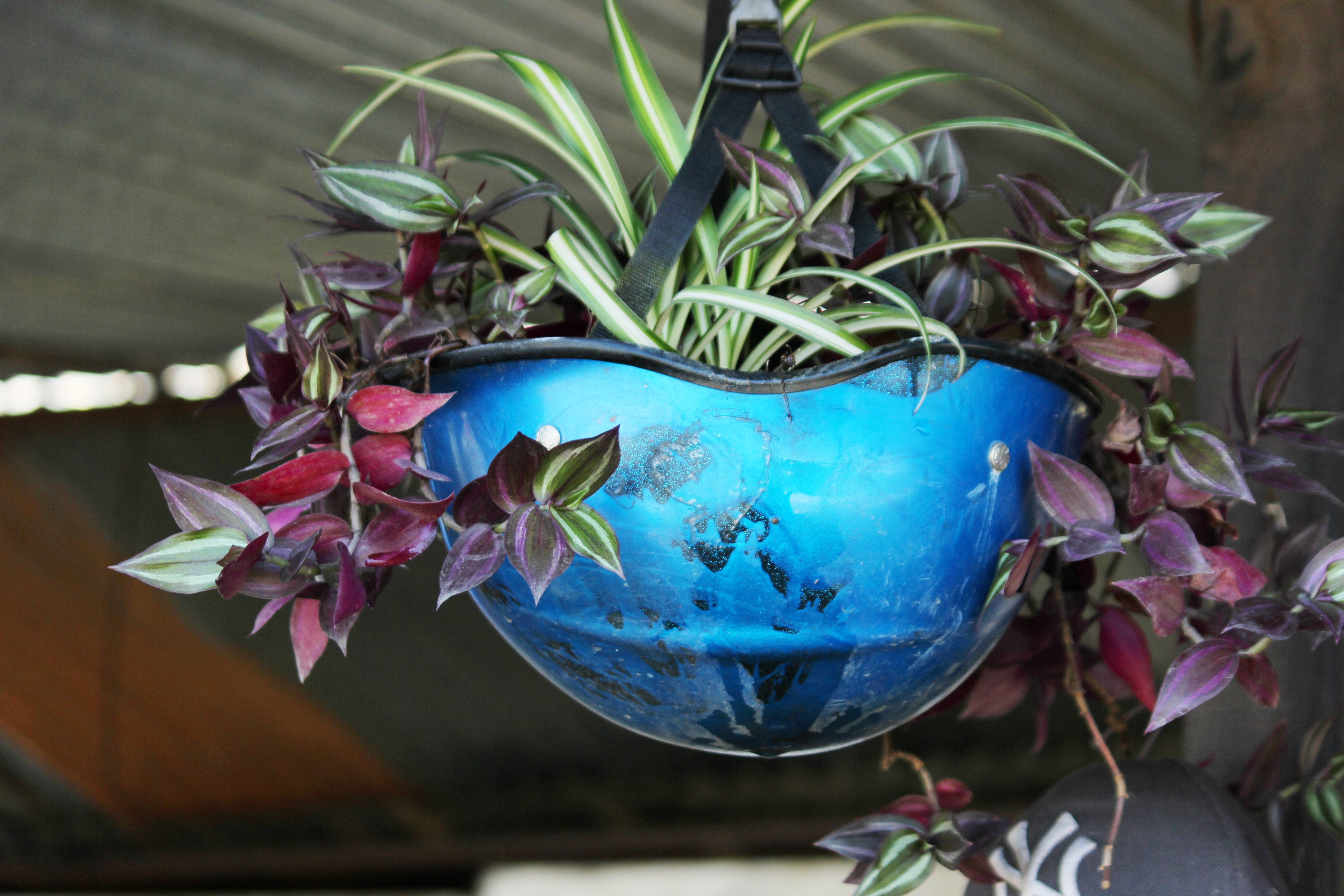
Un elmetto riutilizzato con funzione di vaso

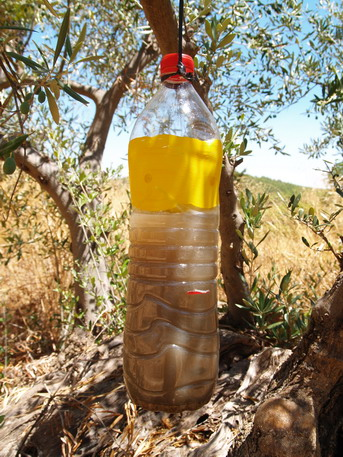
Bottiglia di plastica riutilizzata come trappola per Bactrocera oleae.

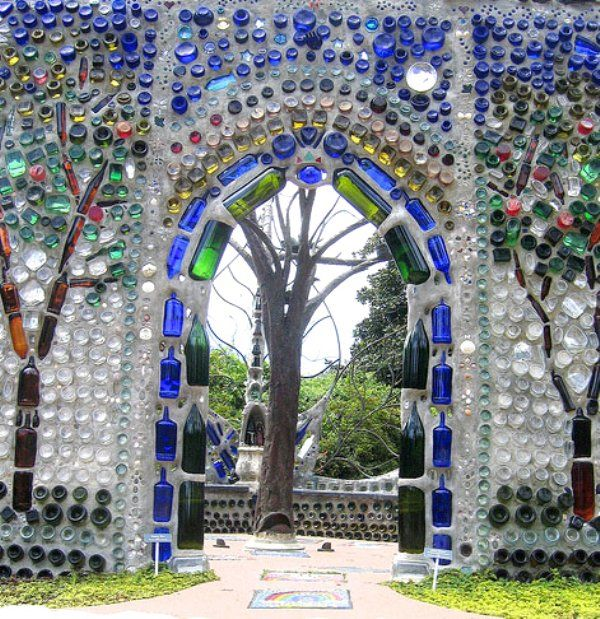
Esempio di architettura sostenibile: portale realizzato con bottiglie di vetro.

Il riutilizzo è il reimpiego di un prodotto prima che diventi un rifiuto. Esso si attua quando, dopo una prima fase di consumo, un oggetto continua a essere utilizzato mantenendo o meno la funzione d'uso originaria. Diversamente, il riciclaggio impone la distruzione del rifiuto per creare materie prime seconde con le quali vengono realizzati nuovi prodotti industriali. Va inteso come un'alternativa al concetto dell'usa e getta.

## Storia
Storicamente, la motivazione finanziaria è stato uno dei principali motori del riutilizzo, perché riusare evita di comprare nuove materie prime necessarie per la creazione di nuovi oggetti.
Esempi di riutilizzo della carta sono reperibili in paleografia, a partire dal Papiro di Artemidoro, e sono riscontrabili anche nelle ricerche archivistiche più recenti.
Nel Medio Evo, il settore della seconda mano si sviluppa a partire dall'istituzione dei Monti di Pietà e dal conseguente mercato dei pegni. In Italia i primi documenti storiografici relativi a corporazioni di rigattieri risalgono ai secoli XII e XIII, quando furono istituite a Firenze le corporazioni delle Arti e dei Mestieri. L'Arte dei Rigattieri era una delle 14 Arti Minori e si fuse nel 1291 con l'Arte dei Linaioli pur mantenendo autonomia amministrativa e politica (Arte dei Linaioli e Rigattieri); una fusione completa avvenne nel 1449, quando venne nominata una commissione mista incaricata di regolare i rapporti tra le due categorie. I rigattieri fiorentini di quel periodo rivendevano soprattutto abiti usati e merci di pregio. Venivano invece definiti Barattieri i rivenditori di merci comuni (ossia quelli che sono definiti rigattieri); pur non essendo obbligati a iscriversi all'Arte, i Barattieri comunque dovevano pagare un'imposta sulle merci vendute. A Roma la corporazione dei Rigattieri nasce nel XVI secolo e mantiene un ruolo di potere nella capitale pontificia fino al XIX secolo. Nei primi anni del Settecento il commercio di cose usate a Roma era molto fiorente ed era notissimo il grande mercato di rigattieri di Piazza Navona. I rigattieri medievali acquistavano i pegni perduti al Monte della Pietà oppure acquistavano gli oggetti usati direttamente dalle persone. La loro categoria perse capacità di influenza tra il XIX e il XX secolo.

## Quadro giuridico
La Direttiva Europea 98/2008 definisce «riutilizzo» <<qualsiasi operazione attraverso la quale prodotti o componenti che non sono rifiuti sono reimpiegati per la stessa finalità per la quale erano stati concepiti.>> Il riutilizzo non è un'operazione di recupero dei rifiuti ma distrae a monte flussi di materiali che potrebbero diventare rifiuti, pertanto per la politica ambientale rappresenta un'azione di prevenzione.
Il riutilizzo non va confuso con la «preparazione per il riutilizzo», che è un'opzione di recupero dei rifiuti che consiste nelle le operazioni di controllo, pulizia e riparazione attraverso cui prodotti o componenti di prodotti diventati rifiuti sono preparati in modo da poter essere reimpiegati senza altro pretrattamento.
Il Programma Nazionale per la Prevenzione dei Rifiuti (decreto del Ministero dell’Ambiente del 7/10/2013) stabilisce che le pubbliche amministrazioni debbano promuovere iniziative dirette a favorire il riutilizzo dei prodotti e nel punto 5.3 dice che “per incrementare i volumi di riutilizzo occorre pianificare azioni che rimuovano o contribuiscano a rimuovere gli ostacoli che inibiscono lo sviluppo del settore dell’usato” e che “problemi ed esigenze del settore degli operatori dell’usato sono descritti nella piattaforma della Rete Nazionale degli Operatori dell’Usato (www.reteonu.it)”.
Il testo unico ambientale italiano (D.lgs 152/06), in armonia con la Direttiva Europea 98/2008, stabilisce una gerarchia dei rifiuti con il seguente ordine di priorità:
a) prevenzione; b preparazione per il riutilizzo; c) riciclaggio; d) recupero di altro tipo, per esempio il recupero di energia; e) smaltimento.
Il D.lgs 152/06 nell'articolo 180, comma 2 punto d, stabilisce che il Programma nazionale di prevenzione dei rifiuti comprende misure che:
d) incoraggiano il riutilizzo di prodotti e la creazione di sistemi che promuovono attività di riparazione e di riutilizzo, in particolare per le apparecchiature elettriche ed elettroniche, i tessili e i mobili, nonché imballaggi e materiali e prodotti da costruzione.
In Italia e in Europa il riutilizzo dei rifiuti è un reato, in quanto viola le prescrizioni di legge relative al trattamento e recupero dei rifiuti, alla cessazione dello status di rifiuto e alla reimmessa in circolazione dei prodotti che derivano da questo processo (98/2008 CE; D.lgs 152/06; D.M. 5.2.1998). Il riutilizzo, a norma di legge, può riguardare solo beni che non sono rifiuti; il trattamento dei rifiuti che possono essere reimmessi in circolazione con la medesima destinazione d'uso è definito "preparazione per il riutilizzo" ed essendo una fattispecie del recupero è regolamentato dalla normativa sui rifiuti.

## Riutilizzo, Rigenerazione e Ricondizionamento
Il riutilizzo prevede oltre alla rivendita o scambio di beni tra soggetti, così come nuove destinazione d'uso dell'oggetto, anche le azioni necessarie per questo scopo, come una loro eventuale riparazione o aggiornamento di componenti per ripristinare completamente il bene o migliorarne le caratteristiche, come nel caso della rigenerazione, mentre la mera verifica del funzionamento accettabile se paragonato al nuovo e l'eventuale azione di ripristino costituisce un'azione di ricondizionamento e generalmente viene fornita una gradazione sulle condizioni del bene, o in extremis possono essere riutilizzati per parti di ricambio, permettendo un'economia circolare, la quale si contrappone all'economia lineare dell'usa e getta.

## Vantaggi
Tra i vantaggi noti del riutilizzo abbiamo:
- Risparmio economico nell'acquisto di nuovi beni,
- Risparmi nella gestione dei rifiuti,
- Risparmio energetico per l'evitata produzione del sostituto,
- Sviluppo locale e posti di lavoro
- Riduzione dell'impatto ambientale[9]

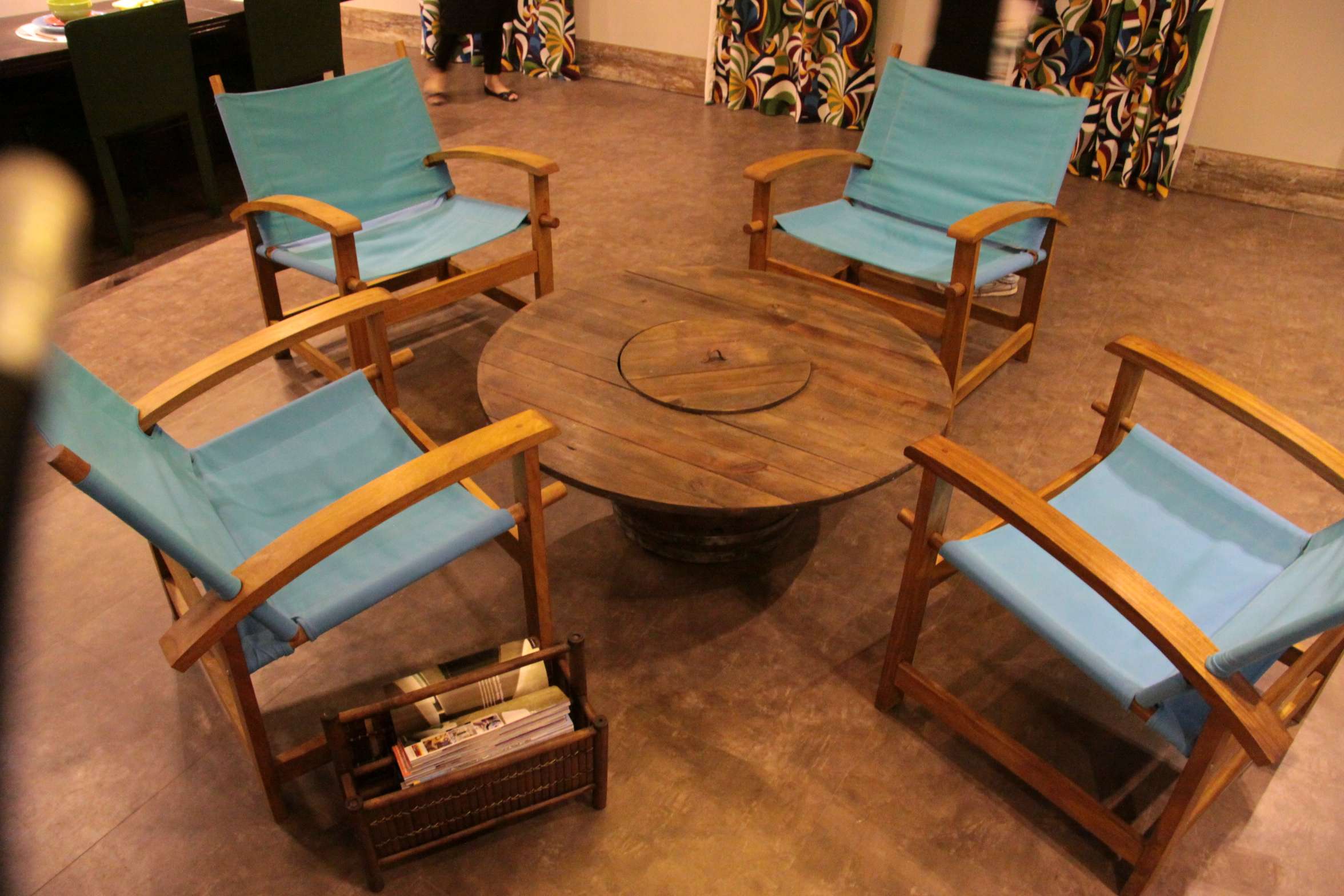
Esempio di riutilizzo di una bobina per cavi elettrici, diventata tavolo

Il riutilizzo artistico, o upcycling, può anche essere sfruttato a scopi di tipo terapeutico/riabilitativo.
Il riutilizzo sposta lo sviluppo e la crescita su settori che non aumentano l'incremento delle merci, senza negare lo sviluppo.
Il riutilizzo permette alle persone più bisognose di soddisfare bisogni primari a costi contenuti

## Merceologie del riutilizzo
Il riutilizzo dei beni può essere incluso nel concetto e nella definizione di legge di prevenzione dei rifiuti soprattutto quando sia i canali di approvvigionamento che quelli di distribuzione hanno carattere generalista o misto e non sono direttamente legati al commercio di merci pregiate; il loro carattere misto afferisce infatti alla rotazione naturale dei beni accumulati nelle abitazioni domestiche e che vengono ceduti quando si deve svuotare una cantina o un garage, o quando occorre svuotare un appartamento per un trasloco o una vendita immobiliare. La distinzione tra riutilizzo/prevenzione e preparazione per il riutilizzo/rifiuti non riguarda le merceologie ma l'intenzione di chi sta cedendo il bene: se l'intenzione è di disfarsene, il bene è avviato ai canali del rifiuto e diviene un rifiuto; se l'intenzione invece è diversa, e i canali non sono quelli del rifiuto, il bene rimane tale e in quanto tale può essere reimmesso in circolazione.
Per quanto riguarda i beni durevoli l’avvio del flusso post consumo a canali diversi dipende dalle variabili che influenzano il comportamento dei cittadini. Tra queste vanno citate:
-costo opportunità;
-costi di transazione in avanti;
-legge del minor sforzo.

## I numeri del riutilizzo in Italia
Sulle dimensioni dell'attività di riutilizzo in Italia esistono versioni contrastanti. Nel 2017 Eurostat ha indicato per l'Italia 454 milioni annui di fatturato e 5.782 persone impiegate. Sempre nel 2017, Doxa ha pubblicato un rapporto dove afferma che nell'anno precedente il settore italiano del riutilizzo aveva fatturato 21 miliardi di euro. Nel 2018 l'associazione di categoria degli operatori del riutilizzo, Rete ONU, e il centro di ricerca Occhio del Riciclone hanno stimato invece, escludendo online, autoricambi ed automobili, un fatturato annuo di circa 2 miliardi e un numero di persone impiegato compreso tra le 80.000 e le 100.000 unità. Il Rapporto Nazionale sul Riutilizzo 2018 assume questi ultimi numeri e stima che corrispondano a circa 500.000 tonnellate annue di beni durevoli riutilizzati; se i beni durevoli in buona condizioni conferiti tra i rifiuti urbani fossero preparati per il riutilizzo, si potrebbero reimmettere in circolazione altre 600.000 tonnellate; nel rapporto è segnalato che le discrepanze nel dimensionare il settore dipendono in gran parte dai segmenti che si includono o non includono nel conteggio, e dal fatto che non esistono codici ATECO che definiscano come operatori del riutilizzo i comparti preponderanti (usato conto terzi e ambulantato).

## Le filiere del riutilizzo italiane
In Italia le filiere del riutilizzo funzionano in prevalenza su microscala territoriale e si distinguono tra generaliste (rigattieri, svuotacantine, usato conto terzi, ambulanti generalisti, ecc.) e specializzate (merci pregiate o legate a raccolte differenziate di rifiuti urbani preparati per il riutilizzo, come indumenti usati e apparati elettronici). La filiera più matura è senza dubbio quella degli indumenti usati, che ha un'articolazione internazionale e obbedisce a normative dettagliate; sulle filiere degli indumenti usati sono sorti negli ultimi anni molti scandali legati a delitti ambientali e infiltrazioni criminali: per questo motivo la Commissione Ecomafie ha deciso nel 2018 di aprire un filone di inchiesta specifico sugli indumenti usati.
In estrema sintesi, i segmenti del settore del riutilizzo italiano sono:
-Negozi dell'usato conto terzi (popolarmente chiamati "mercatini");
-Ambulantato operante nelle strade, nei mercati e nelle fiere (Rete ONU ha stimato che solo un quinto degli ambulanti dell'usato operi con legittima personalità giuridica);
-Botteghe di rigatteria tradizionali;
-Filiere degli indumenti usati;
-Filiere degli Apparati Elettrici ed Elettronici (AEE);
-Centri di Riuso (segmento incipiente e non consolidato che non offre ancora numeri e performance di rilievo).
Il Rapporto Nazionale sul Riutilizzo 2021 riferisce trend di crescita per il segmento conto terzi (+17% di fatturato nel periodo 2015-2019, oltrepassando gli 800 milioni di valore generato), stabilità per il segmento dell'ambulantato (circa 900 milioni di fatturato annui) e contrazione per i raccoglitori, recuperatori e grossisti di abiti usati (-13% di fatturato nel periodo 2015-2019, ma a fronte di un incremento radicale delle quantità raccolte e dei costi correlati); controversa la situazione dell'usato online dove a fronte di un costante trend di crescita dei fatturati (+ 17% nel periodo tra il 2015-2019) vengono segnalate costanti perdite, le quali potrebbero avere carattere strutturale. Secondo Alessandro Giuliani ed altri esperti del settore, l'usato online sarebbe una bolla speculativa sull'orlo del collasso

## Illegalità nel settore del riutilizzo
La Commissione Ecomafie ha aperto nel 2018 uno specifico filone d'inchiesta sugli indumenti usati, comparto del settore del riutilizzo dove sono stati osservati con frequenza reati come: commercio in nero, false pratiche di igienizzazione, falsificazione di formulari e bolle di trasporto, smaltimenti illegali del materiale di scarto spesso ritrovato negli incendi della “terra dei fuochi”, frodi doganali, contrabbando, riciclaggio di denaro sporco, intimidazioni, reati fiscali basati su triangolazioni con Paesi a bassa tassazione e infiltrazioni della criminalità organizzata. Nel 2020 Utilitalia ha approvato Linee Guida per l'affidamento del servizio di gestione degli indumenti usati, finalizzate a promuovere la trasparenza della filiera mediante una responsabilizzazione delle stazioni appaltanti che esternalizzano la raccolta differenziata del tessile
Il riutilizzo si caratterizza per alti livelli di informalità soprattutto nel settore dell'ambulantato, che in parte si approvvigiona mediante il rovistaggio nei cassonetti. Sull'argomento l'associazione di categoria Rete ONU ha invitato a distinguere nettamente le economie informali dalle economie criminali affermando che:
“sono mondi diversi che non possono essere semplicisticamente associati o messi in analogia solamente per il loro livello di incompatibilità con la normativa. Chi rovista in un cassonetto per trovare e vendere oggetti riusabili non può essere paragonato a chi smaltisce illegalmente e in grande scala rifiuti tessili nella Terra dei fuochi. Allo stesso modo il micro-operatore che si fa aiutare dal proprio figlio adolescente per l’esecuzione di uno sgombero domestico, non è paragonabile con il grande operatore che ricondiziona beni usati in fabbrica con l’impiego di lavoro infantile”.
Nel 2021 il Presidente della Commissione Ecomafie, Stefano Vignaroli, ha lanciato un segnale d'allarme su due fenomeni riguardanti il riutilizzo: l'esportazione di rifiuti tessili non selezionati a imprenditori indiani e pakistani che smaltiscono illecitamente gli scarti e fanno uso di lavoro minorile, e l'abitudine di molti Centri di Riuso di vendere beni usato in modo sommerso: dinamica che se venisse messa a sistema favorirebbe delitti ambientali e infiltrazioni della criminalità organizzata. A gennaio 2021, in occasione della presentazione delle Linee Guida di Utilitalia, la Presidente di Humana People to People Italia Karin Bolin ha dichiarato che le filiere indiane e pakistane devono essere considerate come una soluzione temporanea e non come uno sbocco da consolidare; nello stesso evento il Presidente di CONAU Andrea Fluttero ha dichiarato che quanto accade in India e Pakistan dimostra che, oltre un certo livello, imporre controlli sulle filiere non è possibile.

## Nell'arte
Alcune persone riutilizzano materiale usato per creare opere d'arte.

### Esempi

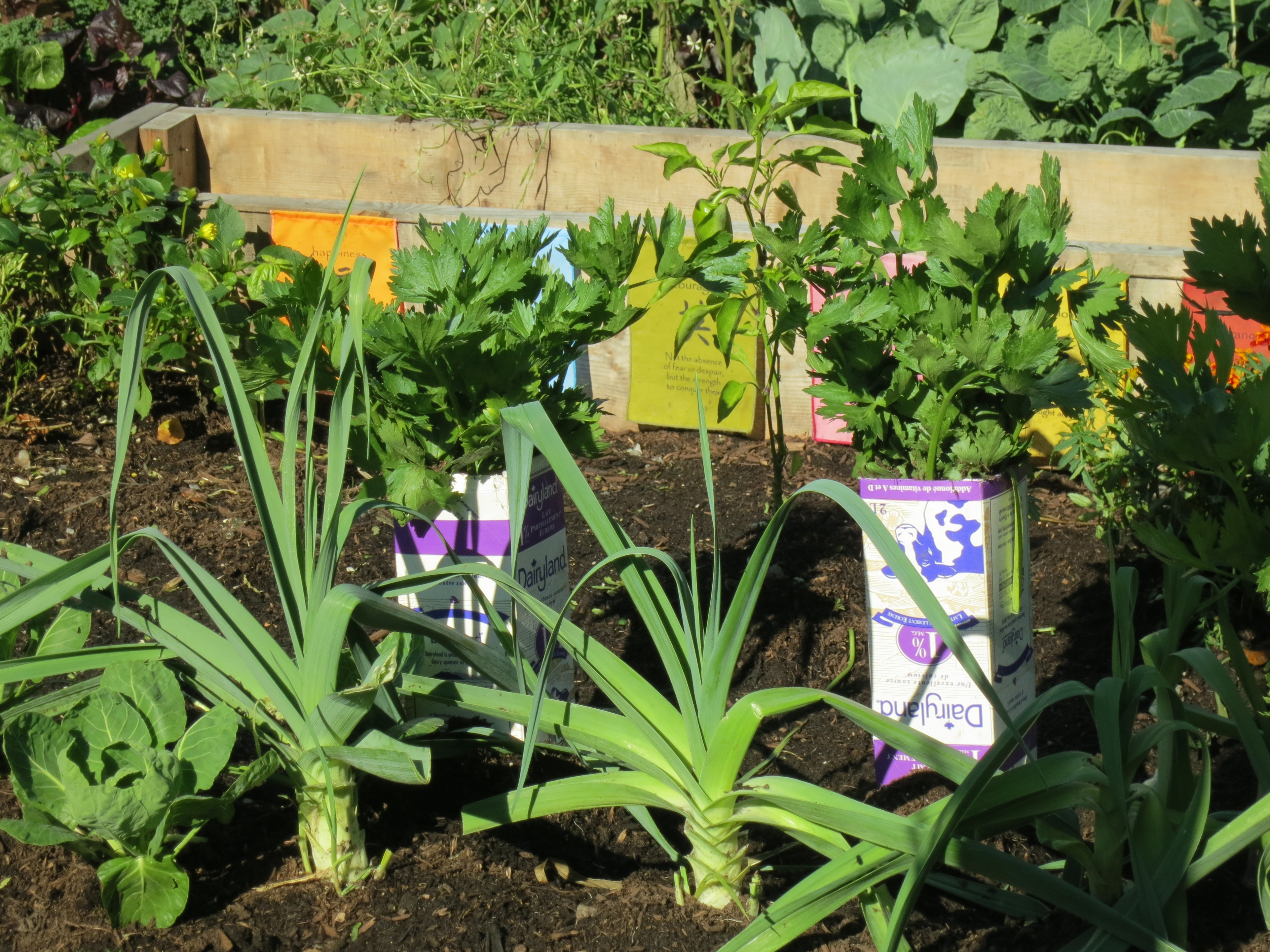
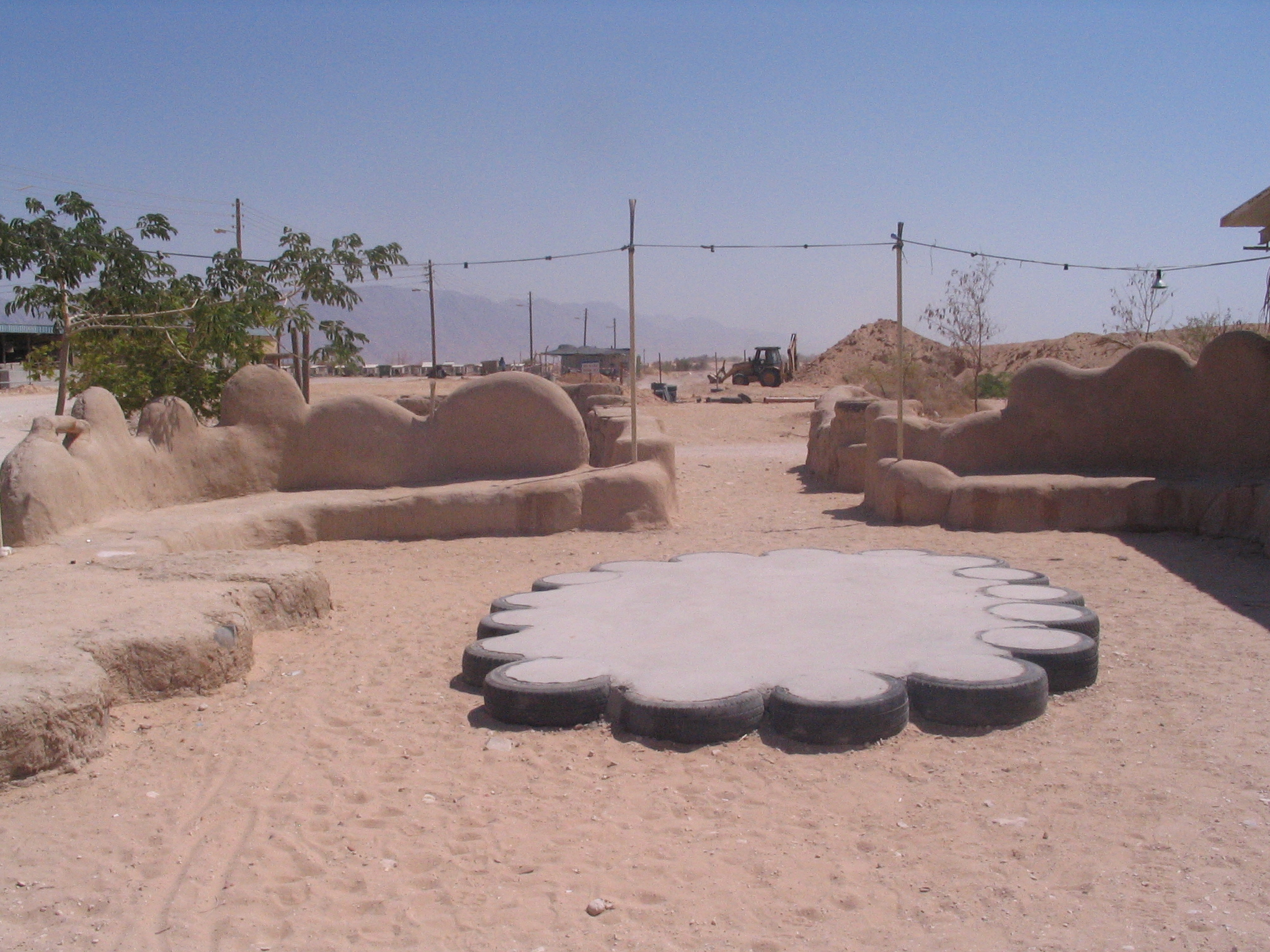
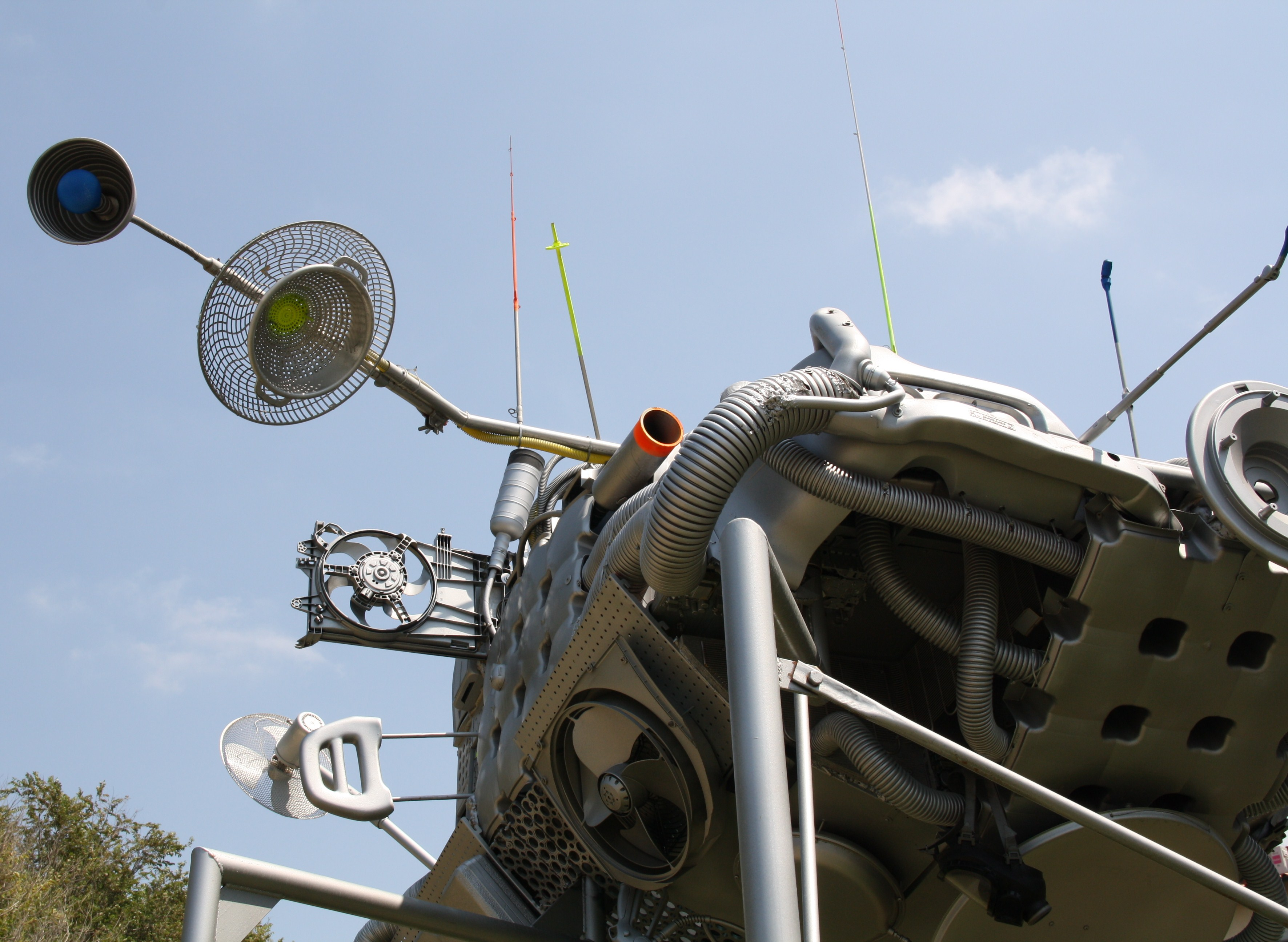